# Eucelatoria longula
Eucelatoria longula är en tvåvingeart som först beskrevs av Charles Howard Curran 1934. Eucelatoria longula ingår i släktet Eucelatoria och familjen parasitflugor.
Artens utbredningsområde är Panama. Inga underarter finns listade i Catalogue of Life.